# アブ・メナ
アブ・メナ（アラビア語: أبو مينا）は、アレクサンドリアの南西45kmに位置する、古代エジプトにおけるキリスト教巡礼の中心的存在だった都市の遺跡。1979年にユネスコの世界遺産に登録された。その遺構はほとんど残っていないが、バシリカのような大建築物の土台は、今でもはっきりと識別できる。

## 歴史
アレクサンドリアのメナス (Saint Mina) は3世紀後半もしくは4世紀初頭に殉教した。その後形成された彼の埋葬譚には幾つかの変種があるが、その骨子は以下のようなものである。アレキサンドリアから彼の亡骸がラクダに乗せて運ばれ、Lake Mariout を越えて砂漠を渡ったときに、ラクダが足を止めた。押せども引けどもラクダはそれ以上歩こうとしなかったので、これは神意であると受け止められて、彼の遺体はその場に葬られた。物語のほとんどのバージョンでは、彼の墓の位置は地元の羊飼いによる奇跡的な発見まで忘れられていたとする。それに拠れば、羊飼いはメナスの墓所で羊の病気が癒えるところに居合わせたのだという。
羊飼いが経験した治癒の力の話は瞬く間に広がった。エチオピアの聖人略伝集 (en:Synaxarium) は、コンスタンティヌス1世が病気の娘を羊飼いの下に送り、娘が快癒した結果、この地でキリスト教に改宗したと伝えている。もちろん、この話は実証されたものではなく、コンスタンティヌス1世の代わりに5世紀の東ローマ皇帝ゼノンを主役にした異伝もある。もっとも、そちらの説は、考古学者たちの研究では、アブ・メナの建築物群の最初のものは4世紀半ばと位置づけられているので、年代的に齟齬を来している。
歴史的には、この地は4世紀後半までに、治癒をはじめとする奇跡を求めるキリスト教徒たちにとって、重要な巡礼地となっていた。アルカディウスの治世には、地元の大司教は、小さな教会に大勢の巡礼者たちが押し寄せてくるのを目撃し、東ローマ皇帝に対し、キリスト教の三大拡張期の最初のものが起こっている様子を書き送った。古代が終わるまでに、アブ・メナはエジプトにおける中心的巡礼地となっていた。しかし、7世紀半ばに、イスラム教徒たちに征服され、アブ・メナは破壊された。

## 発掘
1905年から1907年に最初の発掘が行われた。この結果、バシリカやおそらく聖遺物が納められていたと思われる付属教会、そして古代ローマ式の浴場跡などが発掘された。
のちにドイツ考古学研究所 (German Archaeological Institute) が行った長期の発掘作業も1998年には終了した。その直近の発掘の結果、きちんと男性棟と女性・子供棟に分かれている、貧しい巡礼者を収容していた寮が見つかった。また、構造上明らかになったこともあり、バシリカの南で見つかった建造物群は修道院長の住居と推測されているほか、巡礼者を迎えていた区画は元は墓地だったらしいことなどが推測されている。また、本来の教会の遺跡に付属している洗礼所は三段階に発展したらしいことなども明らかになっている。
さらに、6世紀から7世紀頃の地下貯蔵庫も含むワイン醸造の設備類も発掘されている。

## 世界遺産

### 登録基準
この世界遺産は世界遺産登録基準のうち、以下の条件を満たし、登録された（以下の基準は世界遺産センター公表の登録基準からの翻訳、引用である）。
- (4) 人類の歴史上重要な時代を例証する建築様式、建築物群、技術の集積または景観の優れた例。

登録基準に基づく評価内容は以下の通り。
- (4) アブ・メナは、近東で最初に開発された初期キリスト教の修道院の中心地の 1 つとして優れた例である。また、近東の同時代の多くの遺跡よりもはるかに大きな集落を持つ主要な巡礼の中心地でもあった。その建築要素は、さまざまな建物タイプに見られ、エジプトの慣習に強く影響を受けており、伝統的なエジプト建築と地中海沿岸のさまざまな他の様式との融合を明確に表現しており、初期キリスト教の建築と慣習の大きな進歩であった。

### 危機遺産登録
周辺地域の農業の影響で、地下水位が上昇しており、遺跡の大半が崩落などの危機に直面している。このため、2001年に「危機遺産リスト」に登録された。
その後、状況の改善により、2025年に除去された。